# ベルナールト・ファン・オルレイ
ベルナールト・ファン・オルレイ (蘭: Bernard van Orley、1487年から1491年 - 1541年1月6日）はフランドルの画家。作風としてはローマ派と見なされており、タペストリーやステンドグラスのデザインも手掛けた。北方ルネサンスにおける重要な芸術家のひとりだが、一般大衆への知名度は高いとはいえない。
かつてベルギーで発行されていた500フラン紙幣に肖像が使用されていた。

## 家族
オルレイの家系はもともとルクセンブルクの出身で、オルレイの封建領主の子孫にあたり、その傍系家系がブラバント公国へ移住した。ブラバント公国でベルナールトの父ヴァレンティン・ファン・オルレイ（1466年ごろ - 1532年）が生まれたが非嫡出であり、貴族としての血統を受け継ぐことはできなかった。ベルナールトと、同じく後に画家となった弟のエヴェラルドはどちらもブリュッセルで生まれている。
イタリアのサルッツォにある、聖ヨセフの生涯をモチーフとした翼をもつ飾壁彫刻の翼に描かれた絵画（1510年頃）が父ヴァレンティンの作品だと見なされている。この障壁彫刻そのものはゴシック様式であるが、ブリュッセルに所蔵されている翼の絵画にはルネサンス芸術の特徴がみられる。また、アントウェルペンの聖ジェームズ教会所蔵の聖ロクスの生涯を描いたパネル絵は、弟エヴェラルドの作品ではないかと考えられている。
ファン・オルレイは1512年にアフネスと最初の結婚をし、アフネスが死去して間もない1539年にカテリナと再婚した。2度の結婚を通じて6人の子供を授かり、4人の子供はファン・オルレイに続いて画家になっている。

## ファン・オルレイの家系
ベルナールトの父ヴァレンティンに始まる家系は、多くの画家を輩出している。
1) ヴァレンティン・ファン・オルレイ（1466年 - 1532年） - フィリッペ・ファン・オルレイ（タペストリーデザイナー、1491年頃 - 1566年）、ベルナールト・ファン・オルレイ（画家、タペストリー・デザイナー、1487年から1491年 - 1541年）、エヴェラルド・ファン・オルレイ（画家、1491年以降 - ?）、ゴマル・ファン・オルレイ（画家、1533年頃に活動）
2) ベルナールト・ファン・オルレイ - ミケル・ファン・オルレイ、ヒエロニムスI・ファン・オルレイ（1567年 - 1602年にかけて活動）、ヒレス・ファン・オルレイ（画家、1535年頃 - 1553年）
3) ヒレス・ファン・オルレイ - ヒエロニムスII・ファン・オルレイ（画家、装飾家）
4) ヒエロニムスII・ファン・オルレイ - ヒエロニムスIII・ファン・オルレイ（肖像画家、装飾家、エッチング画家）、ピーテル・ファン・オルレイ（ミニアチュール作家、風景画家、1638年 - 1708年以降）、フランソワ・ファン・オルレイ（歴史画家）、リヒャルトI・ファン・オルレイ
5) ピーテル・ファン・オルレイ - リヒャルトII・ファン・オルレイ（画家、エッチング画家、1663年 - 1732年）、ヤン・ファン・オルレイ（画家、エッチング画家、1665年 - 1735年）

## 徒弟時代
ベルナールトがローマでラファエロのもとで芸術を学んだといわれることもあるが、これを証明する信頼できる証拠は残っていない。当時のブリュッセルにはヴァン・ラエザムなどわずかしか高名な画家はいなかった。ベルナールトは最初に父のもとで修業を始めた可能性が高く、アントウェルペンの芸術家ギルド聖ルカ組合の名簿に「マスター」として数人の徒弟を持っていたヴァレンティンの名前が記録されている。
ベルナールトはルネサンス芸術に対する知見を、彫刻と、「使徒言行録」を題材にラファエロが描いたタペストリーの下絵によって習得した。これたの下絵は1516年から1520年にかけてブリュッセルに保管されており、ローマ教皇レオ10世のためにピーテル・ファン・アールスト (en:Pieter van Aelst) がタペストリーに仕上げることになっていた。

## 絵画
ベルナールトのサインが入った最初期の絵画のひとつで、1512年に作成された『Triptych of the Carpenters and Masons Corporation of Brussels』というタイトルの三連祭壇画がある。『使徒の祭壇』とも呼ばれており、現在は中央パネルがウィーンの美術史美術館に、両翼パネルがベルギー王立美術館にそれぞれ所蔵されている。トマスとマタイという二人の使徒の生涯を題材とした作品で、もともとはブリュッセルのノートルダム・デュ・サブロン教会 (fr:Église Notre-Dame du Sablon de Bruxelles) の依頼で描かれたものだった。

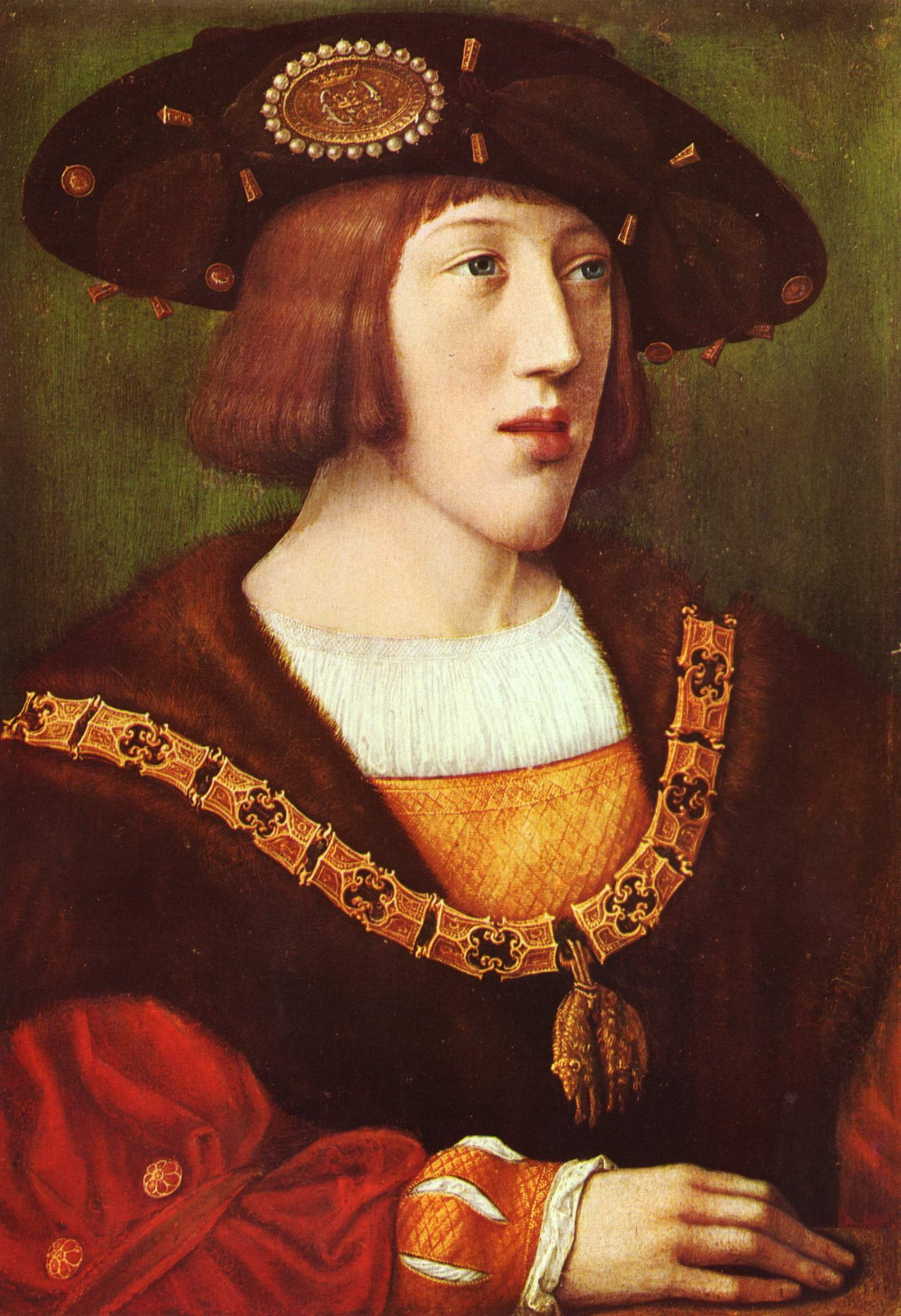
『カール5世の肖像』

初期のベルナールトの作品は、ヤン・ファン・エイクやロヒール・ファン・デル・ウェイデンなど、初期フランドル派の巨匠たちと同じ系統のものだった。しかし徐々にイタリア・ルネサンスの作風を自身の絵画に取り込み始め、ラファエロの作品に見られるような人物描写や空間表現を描きだすようになった。
1515年にベルナールトはフールネの聖ヴァルプルギス教会聖十字会から三連祭壇画の制作依頼を受け、1522年に完成させている。現在左翼パネルがベルギー王立美術館に所蔵されており、聖ヘレナと教皇がイタリア風の飾り付けがされたルネサンス様式の建物の中で会話をしているという作品となっている。背面はグリザイユで、キリストの十字架降下が描かれている。右翼パネルはイタリア、トリノのサバウダ美術館に展示されており、シャルルマーニュ大帝が、キリスト受難の聖遺物を拝領している場面が描かれている。
1515年以降、ベルナールトとその工房は王族や宮廷人たちから数多くの肖像画の依頼を受けるようになった。1516年には後に神聖ローマ皇帝となる、スペイン王位に就いたばかりのカール5世の肖像画を7枚描いている。他にもカール5世の弟で、後にハンガリー王、神聖ローマ皇帝になるフェルディナントや後にヨーロッパの各王家に嫁ぐことになる4人の妹たちの肖像画も数枚手掛けている。
1516年にはトリノ聖骸布の模写を行っているが、この作品はアルブレヒト・デューラーの作品ではないかともいわれることが多い。
1517年までにベルナールトは芸術家ギルド聖ルカ組合のマスターの資格を手に入れている。

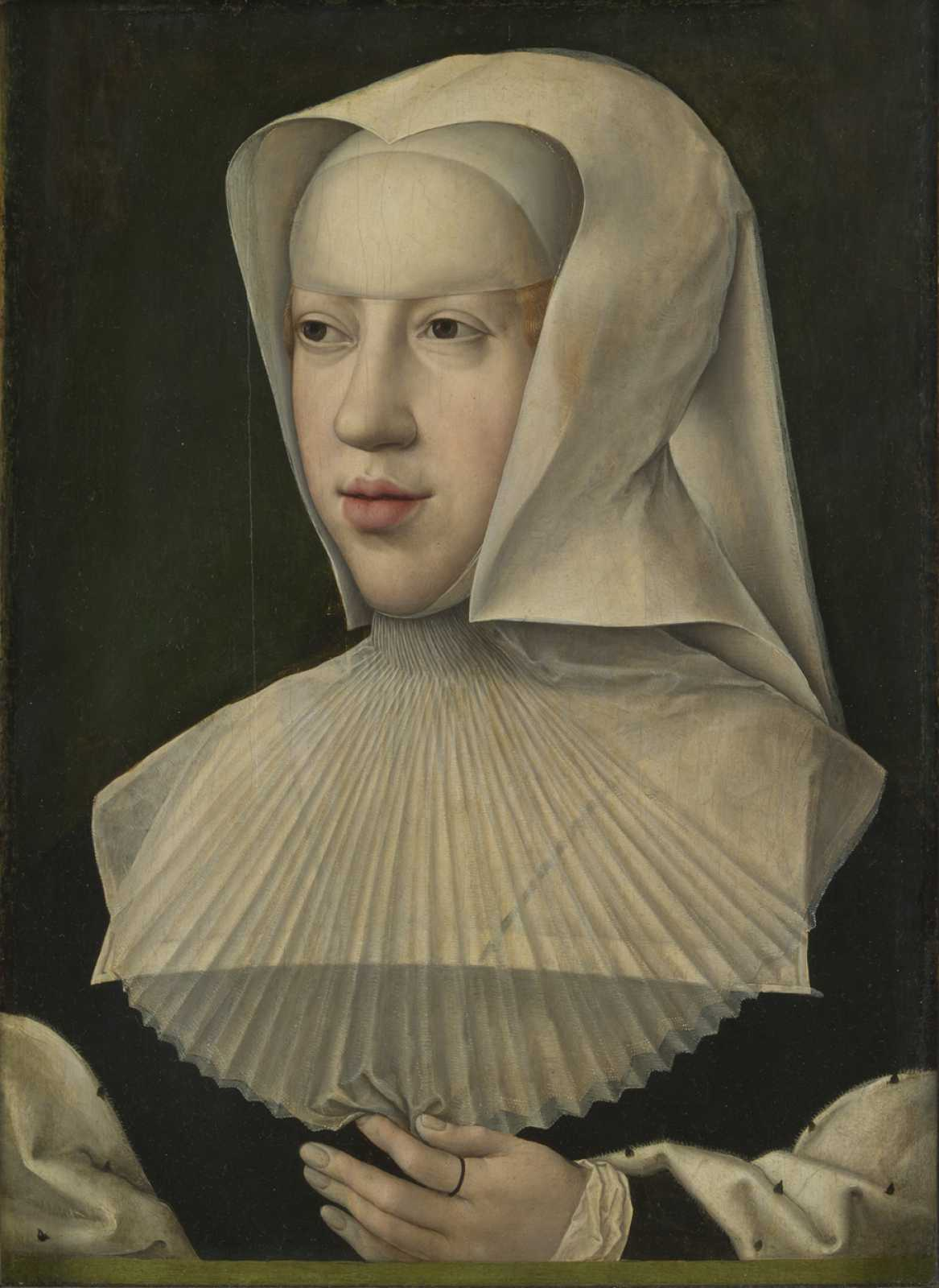
『マルグリット・ドートリッシュの肖像』

1518年5月23日にヤーコポ・ダバルバーリの後任として、ネーデルラント総督マルグリット・ドートリッシュの公式宮廷芸術家に抜擢された。この地位に就いたことにより、ベルナールトは当時の主要な芸術工房を代表する存在となり、北ヨーロッパで最初に大規模な工房を経営することになる芸術家のひとりとなった。ベルナールトはこの工房で絵画制作にいそしみ、1525年以降にはタペストリーの下絵やステンドグラスデザインの第一人者にもなった。1527年まで宮廷芸術家の地位にあったが、ベルナールトとその家族、弟子たちが宗教改革で衝突していたプロテスタントに同情的だったために、その地位を追われることになる。ファン・オルレイ一家はブリュッセルを逃れ、アントウェルペンに移住したが、5年後新任のネーデルラント総督マリア・フォン・エスターライヒの求めに応じて宮廷芸術家に復帰しブリュッセルに戻った。ベルナールトは1541年に死去したが、宮廷画家の地位は弟子であるミヒール・コクシー (Michiel Coxie) に引継がれた。
ベルナールトの絵画でもっとも重要視されている作品は、ベルギー王立美術館所蔵の『忍耐の美徳の三連祭壇画』である。これは『ヨブの祭壇画』ともいわれ、マルグリット・ドートリッシュが自身で書いた詩を絵画化するよう、1521年にベルナールトに依頼した作品となっている。内側のパネルにはヨブの苦難が描かれ、外側のパネルには通常グリザイユで聖人が描かれるところを、ルカ伝の「金持ちとラザロ」の寓話が描かれている。この三連祭壇画は工房作ではなく、ベルナールト自身の手によって描きあげられた。この作品を含め、ベルナールトは「ELX SYNE TYT」というサインを入れた作品に対しては特別に自信を持っており、このことは芸術家は完ぺきな総合芸術家でなければならないという、当時のベルナールトの考えからきている。
と

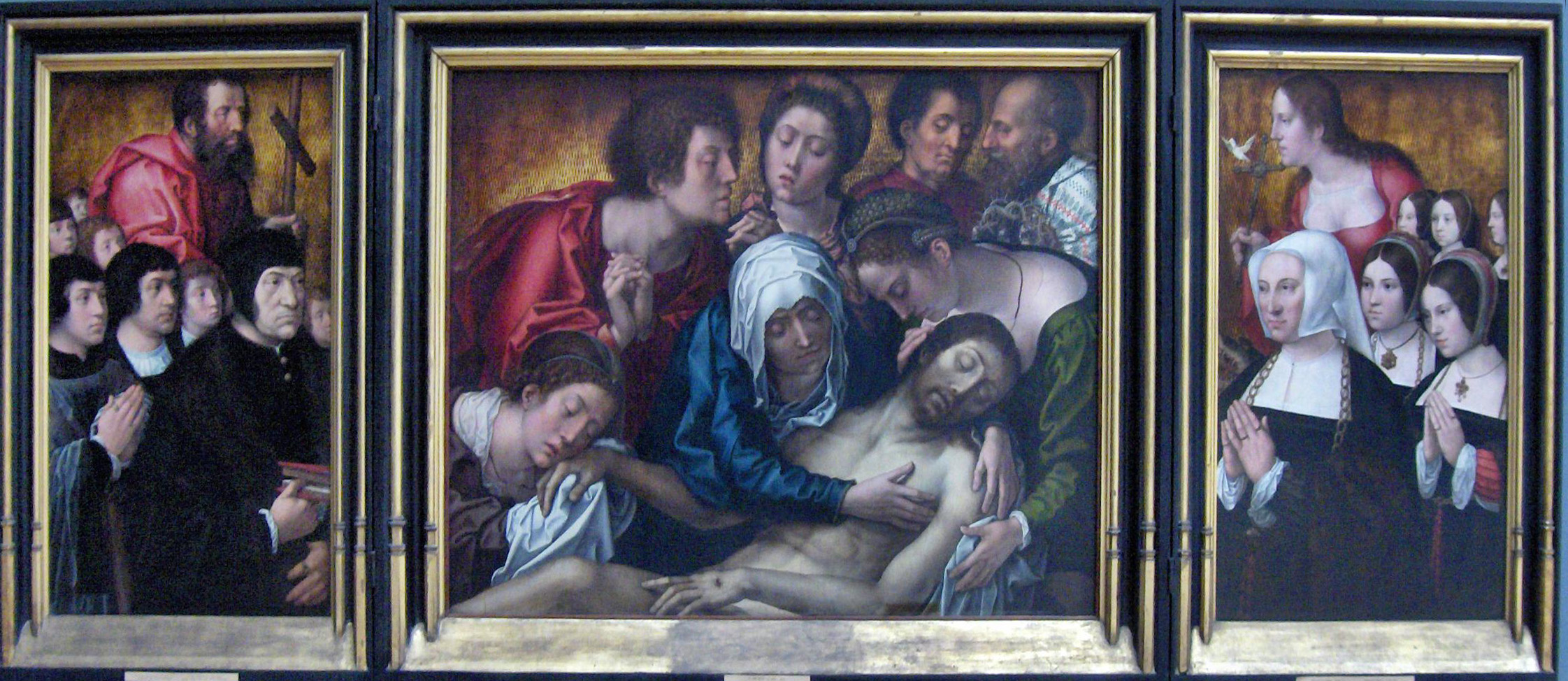
『アネトンの三連祭壇画』

ベルギー王立美術館にはベルナールトの手による『アネトンの三連祭壇画』と呼ばれるもう一つの三連祭壇画がある。この祭壇画はカール5世の私的顧問団の第一秘書フィリペ・アネトンの依頼によって描かれた。中央パネルには古典的な金一色の背景に哀切なピエタが描かれており、初期フランドル派やデューラーの影響を受けたとみられる私的感情にあふれた作風となっている。左翼パネルにはアネトンと息子が、右翼パネルには妻と娘がそれぞれ描かれている。ベルナールトはフランドルの画家ヤン・ホッサールトと並んで、力強い筋肉表現を最初にフランドル派絵画にもたらした芸術家でもあった。
アントワープ王立美術館が所蔵する『最後の審判』はアントウェルペンのノートルダム大聖堂の依頼で1525年に描かれた三連祭壇画で、そのオリジナリティと見事な絵画技量からベルナールトの最高傑作のひとつといわれている。背面のグリザイユは、当時ベルナールトの工房で修業していたフランドルの画家ペドロ・カンパーニャ (Pedro Campaña) が仕上げた。
ブルッヘのノートルダム教会が所蔵する『キリスト磔刑の祭壇画』は1534年の作品で、もともとはマルグリット・ドートリッシュからの依頼でブルゴーニュ公国ブール＝カン＝ブレスのブロウ教会での葬礼のために描かれた。両翼パネルは後年にマルクス・ヘラルトが完成させており、その後スペイン王フェリペ2世のもとでネーデルラント総督を務めたマルゲリータ・ダウストリアがブルッヘに持ち込んだ。中央パネルにはキリストの磔刑、左翼パネルにはイバラの冠をかぶせられて鞭打たれるキリストと、十字架を運ばされるキリストが、右翼パネルにはピエタとユストの辺獄がそれぞれ描かれている。
祭壇画に描かれた宗教絵画とは異なり、ベルナールトが描いた肖像画は控えめで落ち着いた作品となっている。カール5世、マルグリット・ドートリッシュの肖像画などがその例として挙げられる。モデルが静かに座っている肖像画が多く、モデルの内面描写や感情描写がほとんどされていない無表情な作品が多い。ベルナールトの工房はこれらの肖像画のコピーも作成しており、とくにカール5世の肖像画は多くコピーされていた。コピーされた肖像画は王宮を訪れた貴顕や、諸国への贈り物として使われた。

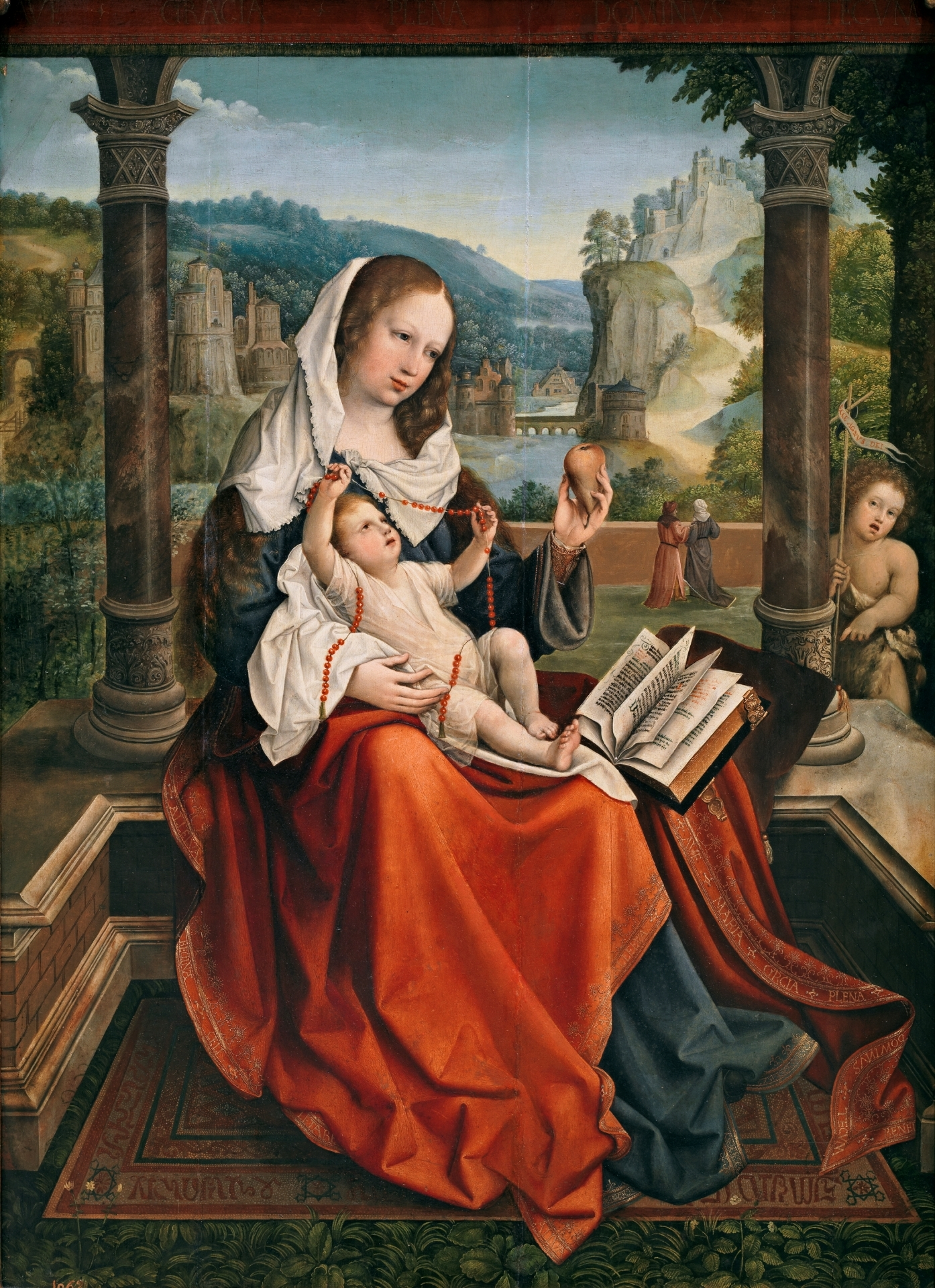
『洗礼者ヨハネと聖母子』（プラド美術館）

プラド美術館所蔵の、屋外に開けた柱を持つ東屋と木々を背景にした『洗礼者ヨハネと聖母子』のように聖人を等身大に描いた作品も多い。この画面構成は16世紀絵画にはよく見られるものだった。
ベルナールトは自身の作品にサインすることもあり、とくに1521年以前の初期の作品に多くみられる。ベルナールトのサインは、ギュールズと二枚のアージェントからなるド・オルレイ家の紋章だった。この紋章（サイン）はベルナールトではなく、父ヴァレンティンのものではないかという論争が過去に起こったことがある。
1520年にカール5世の神聖ローマ皇帝戴冠式のためにデューラーがネーデルラントを訪れたときに、ベルナールトのことを「ネーデルラントのラファエロ」と持ち上げたことがあった。デューラーは8月27日から9月2日までベルナールト家の客人となり、ベルナールトの肖像画も描いている。
ベルナールトの弟子で重要な芸術家として、ミヒール・コクシー、ピーテル・ファン・アールスト、ペドロ・カンパーニャが挙げられ、彼らはローマ派の作風を確立していく。その他の弟子ではランスロット・ブロンデール、ファン・フェルメイエンが著名で、彼らはフランドル派の伝統的な画家、デザイナーとして活動していった。
ベルナールトはヤン・ホッサールト、クエンティン・マセイスと並び、16世紀フランドル絵画にイタリア・ルネサンスの作風、様式を導入した重要な芸術家だと見なされている。ベルナールトの絵画は細部まで詳細に表現された、非常に色彩豊かなものとなっている。

## タペストリー

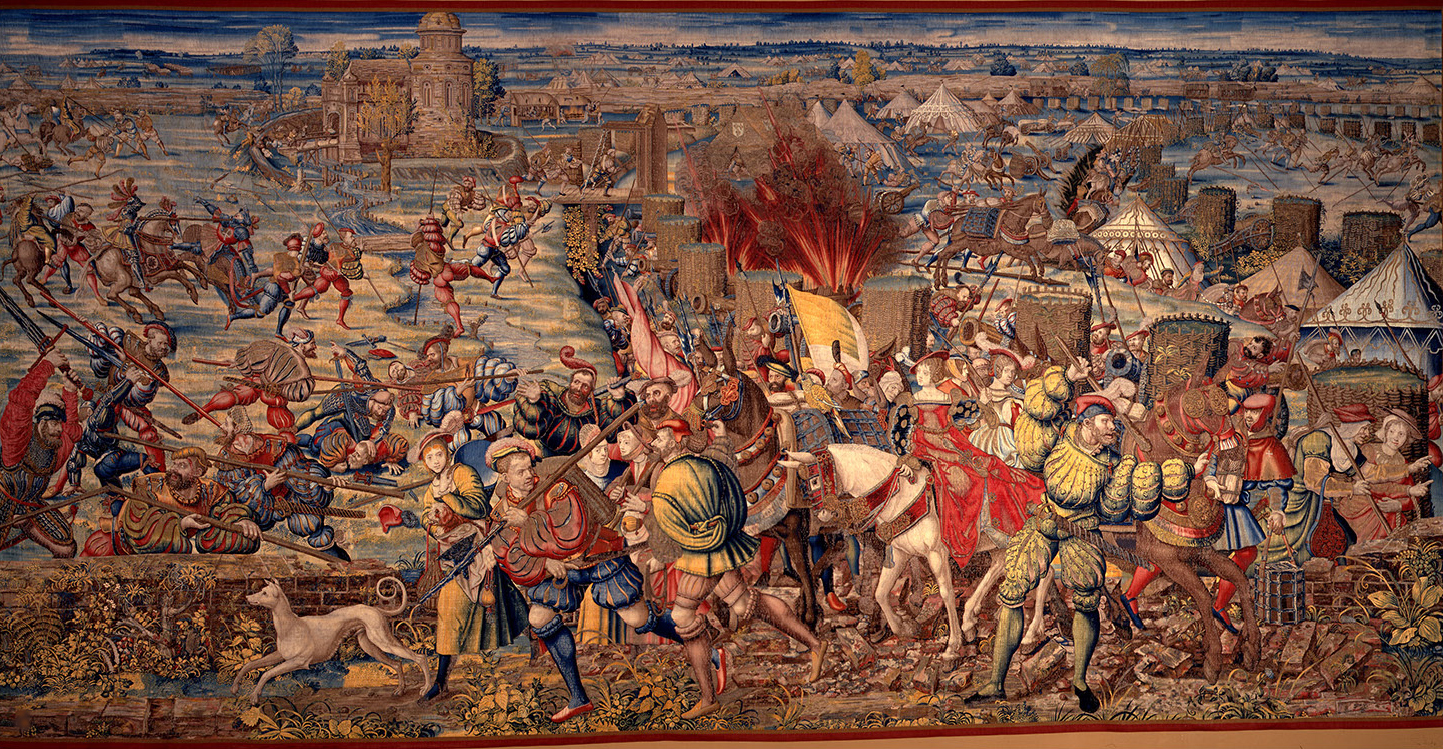
『パヴィアの戦い』タペストリー

当時のタペストリーは絵画よりも高く評価されており、金糸銀糸が織り込まれることもある高価な工芸品だった。単なる装飾としてだけではなく、宮殿や教会内陣の広く、むき出しで冷たい感じのする壁を隠すことができる付加価値も併せ持っていたためである。ベルナールトは若年のころからタペストリーのデザインを手掛けており、1530年以降になると絵画制作はほとんど行わず、タペストリーとステンドグラスのデザイン画に専念するようになった。
ベルナールトが手掛けた最初期のデザイン画と考えられているのは、フランス・ファン・タクシスの依頼によって1516年から1518年に描かれた、ノートルダム・デュ・サブロン教会のタペストリーをデザインした4枚の下絵である。それらのうちの1枚にはパトロンのファン・タクシスとマクシミリアン1世と皇帝3世の2人の神聖ローマ皇帝が描かれている。これはファン・タクシスがブリュッセルと他の帝国領での郵便制度の独占権を与えられたことへの暗喩となっている。二次元上に多くのモチーフが過密に表現されたこれらの作風は、当時のタペストリーの伝統的なデザインだった。
1520年代からベルナールトがデザインするタペストリーは、現在マドリード王宮やいくつかの美術館に散逸しているキリストの受難を表した一連のタペストリーや、ワシントン・ナショナル・ギャラリーが所蔵する『哀歌』に見られるように、伝統的なものからイタリア・ルネサンスの影響を受けた彼の絵画に似たものになっていった。ピーテル・デ・パンネメイカーらの職人が仕上げたこれらのタペストリーにはラファエロが描いたタペストリーの下絵や、デューラーの人物表現からの影響が明確に見られる。デューラーがベルナールト邸に滞在していたときに、タペストリーのデザインについて二人が話をした可能性がある。ベルナールトは聖ガウゲリクス教会の聖セバスティアヌス組合の会員になっているが、この組合会員の半数は専門の織物職人だった。

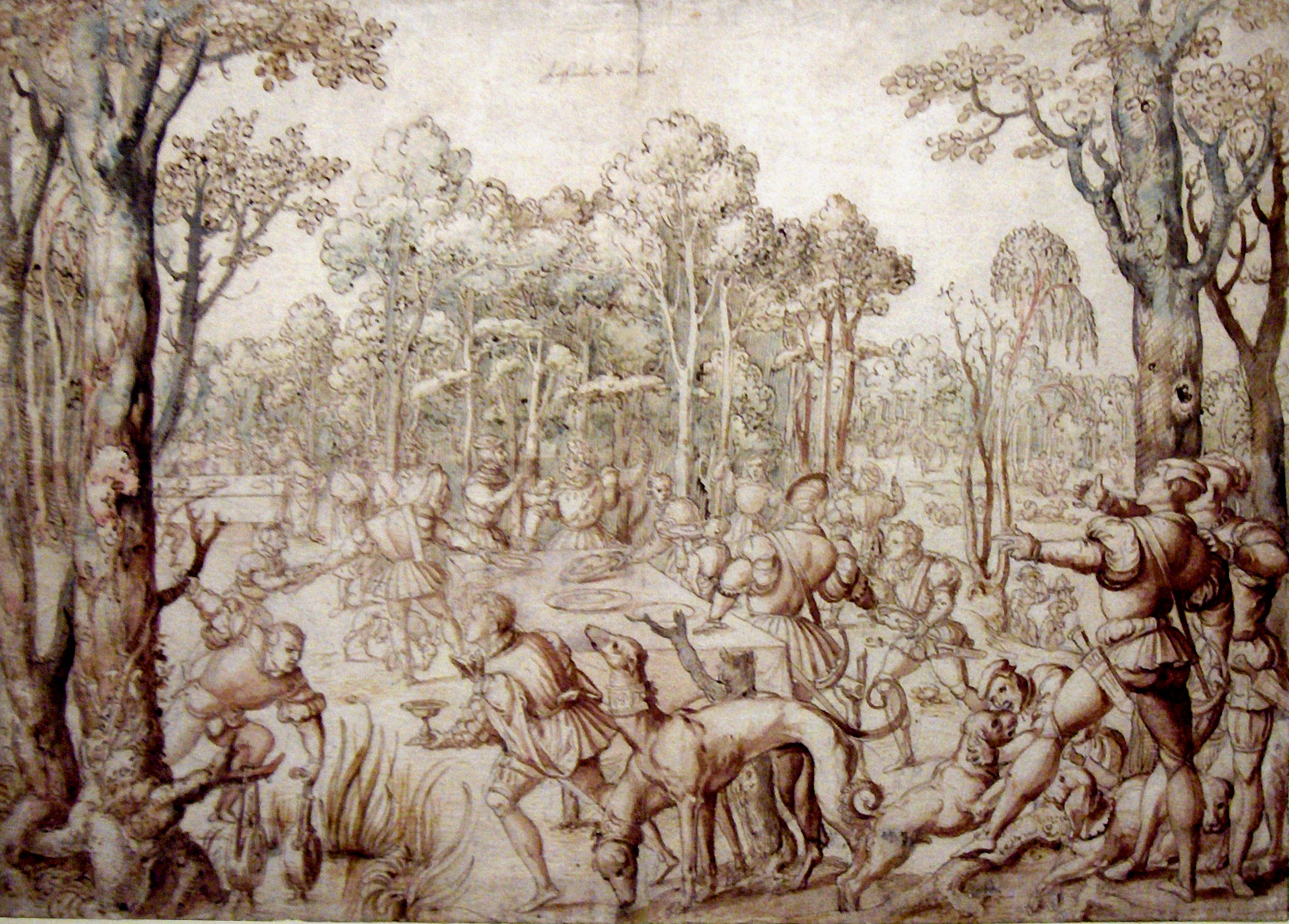
『マクシミリアンの狩猟』下絵の一枚

ベルナールトは晩年の1521年から1530年にかけて、カール5世か他の帝国宮廷人の依頼で、おそらくはヤン・ヘーテルを助手として12枚のタペストリーの下絵を描いた。現在ルーブル美術館が所蔵する『マクシミリアンの狩猟』と呼ばれるこれら一連のタペストリーは、12枚がそれぞれ12カ月に対応しており、ベルナールトがデザインした中でもっとも有名な作品となっている。制作には2年の歳月と16人の織物職人が必要で、ブリュッセル近郊の広大な森林か、ソワーニュの森で行われた狩猟を表現している。ベルナールトの下絵に描かれている厳密な構成は、躍動感にあふれたものとなっている。写実的で表現力に富み、細部まで詳細に描かれた風景で構成されたこの作品は、ベルナールトの創造力が見事に発揮されたものとなっている。
ブレダ領主ヘンドリック3世・ファン・ナッサウ＝ブレダの依頼で1528年から1530年ごろに作成された有名なタペストリーも存在した。ナッサウ家の歴代当主を賛美したタペストリーで、1760年の火災で焼失してしまったが下絵は現存しており、ニューヨークのメトロポリタン美術館が所蔵している。
7枚からなる『パヴィアの戦い』も有名なタペストリーで、現在はナポリの国立カポディモンテ美術館に展示されており、7枚の下絵はルーブル美術館が所蔵している。
『天球を持ち上げるヘラクレス』は1530年にポルトガル王ジョアン2世の求めで制作されたタペストリーで、現在はマドリード王宮で見ることができる。天球はポルトガル王家のシンボルだった。

## ステンドグラス
最晩年のベルナールトはステンドグラスのデザインも手がけるようになった。ブリュッセルの聖ミシェル・エ・ギュデル大聖堂 (en:St. Michael and St. Gudula Cathedral) の北翼廊のステンドグラスは、ハプスブルク家（カール5世と妻イザベラ）、シャルルマーニュ大帝、ハンガリー王女エルジェーベトが表現されている。南翼廊にはハンガリー、ボヘミア王ラヨシュ2世とその妻でカール5世の妹マリアが、聖ルイと聖母子の前でひざまずいている構図のステンドグラスがある。この2枚のステンドグラスをデザインしたのはまず間違いなくベルナールトであるとみなされている。
ベルナールトはメヘレンの聖ロンバウツ大聖堂にある、マルグリット・ドートリッシュと三番目の夫であるサヴォイア公フィリベルト2世、そしてキリストのエルサレム入城を描いたステンドグラスのデザインも手がけた。このステンドグラスは1566年と1585年に起こった宗教上の争いの影響で破壊されてしまったが、2004年にヴァランシエンヌでこのステンドグラスの彩色された下絵が発見されている。
オランダのハールレムの聖バーフ教会にもオルレイがデザインしたステンドグラスが存在している。描かれているのは献納者のユトレヒト司教ヨリス・ファン・エグモント (en:George van Egmond) と守護聖人聖メルティンである。